# Gállogieddi
Gállogieddi (norska: Myrnes) är ett norskt friluftsmuseum i Evenes kommun i Nordland fylke. Det samiska namnet kan översättas som "Platsen med den stora stenen". 
Museet utgörs av en övergiven fjällgård, som brukats av bofasta samer. Den första bosättningen skedde mot slutet av 1700-talet, då den samiske renägaren Jon Nilsen och hans familj etablerade sig på platsen. Området kring Gállogieddi i Evenes hade länge varit varit renskötselområde:  varje vår flyttar renhjordar dit från vinterbete på svensk sida om gränsen till sommarbete vid kusten. Många av renskötselsamerna blev efter hand bofasta.
Gállogieddi öppnade som museum 1990 och består av manbyggnad, torvkåta, bågstångstältkåta, ladugård, kokhus, härbre, vedbod och jordkällare. Manbyggnaden och ladugården är från 1895.
Efter det att museet vid Várdobáiki samisk senter inrättades 2010, har driftsansvaret för friluftsmuseet Gállogieddi överförts från Evenes kommun till Várdobáiki.
Den samiska kulturfestivalen Márkomeannu arrangeras en gång om året på Gállogieddi.